# ボスラ
ボスラ（アラビア語: بصرى Buṣrā、英語: Bosra, Bostra, Busrana, Bozrah, Bozra, Busra, 正式名称は、アラビア語: بصرى الشام Busra al-Sham ブ（ボ）スラー・アッ・シャーム）は、シリアの南部の町ボスラに残る歴史的構造物が登録されたユネスコの世界遺産（文化遺産）。

## 概要
ボスラは、シリアの首都ダマスカスの南約150キロメートルのヨルダンの国境近くにあるダルアー県にある町。ビザンティン様式の建物が数多く残る。建造物は、玄武岩で作られている。このため構造物が全体的に黒茶であることも印象的。
代表的な構造物は、城塞（シタデル）およびローマ劇場。現在でも演奏会等で使われている。音響的にも優れているとの評価を受けている。ほかにはローマ浴場、ビザンティン建築の大聖堂跡など。

## 歴史
この都市についての最古の記録は、古代エジプトのトトメス3世とアメンホテプ4世（紀元前14世紀）の時代に遡る。ボスラは紀元前2世紀、ナバテア王国の最初の都市となった。しかし106年、ローマ帝国のトラヤヌス帝の配下の武将コルネリウス・パルマがこの地域を征服した。
ローマ帝国支配下でボスラはノヴァ・トラヤナ・ボストラ（Nova Trajana Bostra）と改名され、ローマ第3軍団キュレナイカが駐屯しアラビア属州の州都となった。紅海へ向かうローマ街道・トラヤヌス街道（Via Nova Traiana）など多くの交易路が交わるボスラは大都会として繁栄した。帝国の東西分裂後、ビザンティン帝国の時代にもボスラにはバシリカなど大きな建築物が次々建てられた。隊商の一員としてシリアを旅していた若き日のムハンマドはボスラを訪れ、アッシリア東方教会の修道士バヒラからムハンマドが将来預言者となることを告げられている。
7世紀、正統カリフを頂くアラブ人のイスラム国家がシリアに向かって進撃した。634年、ハーリド・イブン＝アル＝ワリード指揮下の軍団はボスラの戦いでビザンティン帝国を破り、ボスラを支配下に置いた。イスラム教時代のボスラ（ブスラ Busra）にはモスクなどが建築された。当時の出身者には高名な神学者イブン・カスィール（Ibn Kathir、1301年 - 1373年）がいる。
12世紀頃、十字軍の攻撃に備え要塞化される。その後、ボスラは幹線道路から外れ、衰退の一途をたどり、廃墟と化した。
ボスラはローマ、ビザンティン、イスラームの諸様式を残した都市遺跡として、2011年のシリア内戦まで多くの観光客を集めていた。
長らく反政府勢力側の支配下にあったが政府軍側の反攻もあり、2018年7月、反政府勢力側はボスラを含むダルアー県全ての都市からの撤退を決めている。

## 主な構造物
かつて8万人の住民がいた都市には、今日廃墟の中に移り住んだ村だけが残る。おそらくトラヤヌスのもとで建設された2世紀のローマ劇場は、全体として保存されている屋根付きのポルチコ（柱廊玄関）型で、上部通路をもつこの様式において唯一の記念建造物である。それは481年から1231年の間に要塞化された。
さらに、ナバテアやローマの記念建造物、キリスト教の教会、モスクおよびマドラサが、都市の半ば廃墟となった城塞内に残っている。東にアプス（後陣）を備え、2つの聖具室により側面を固めたこの記念建造物の中心設計は、キリスト教建築の形態や、ある範囲においては、同様にイスラーム様式の発達に決定的な影響を及ぼした。
ボスラのアル＝オマリ・モスク (Al-Omari Mosque) は、イスラームの歴史のなかで最も古いモスクの1つである。すぐ近くには、Kharaba Bridge および Gemarrin Bridge という、ともにローマ時代となる橋がある。

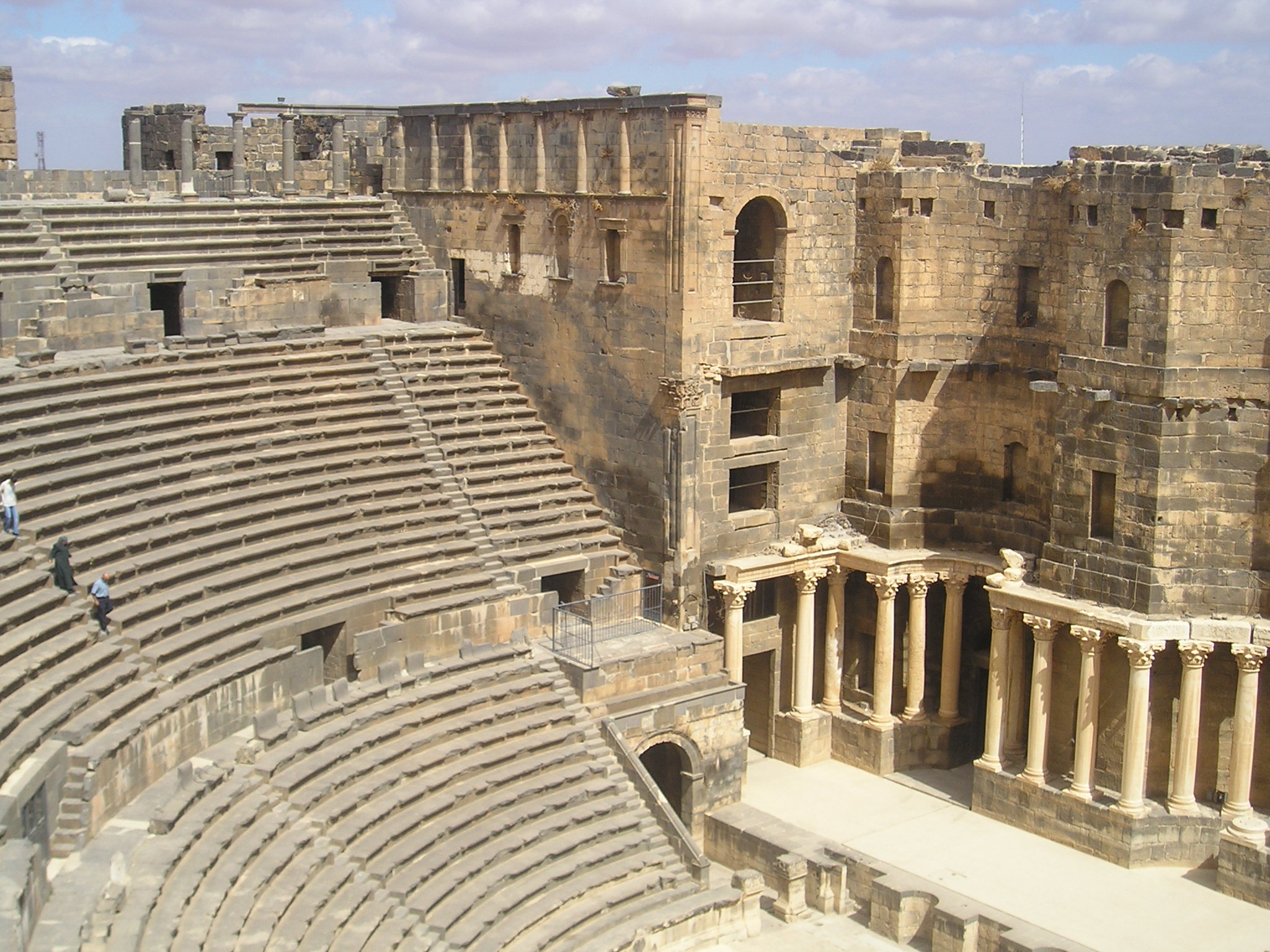
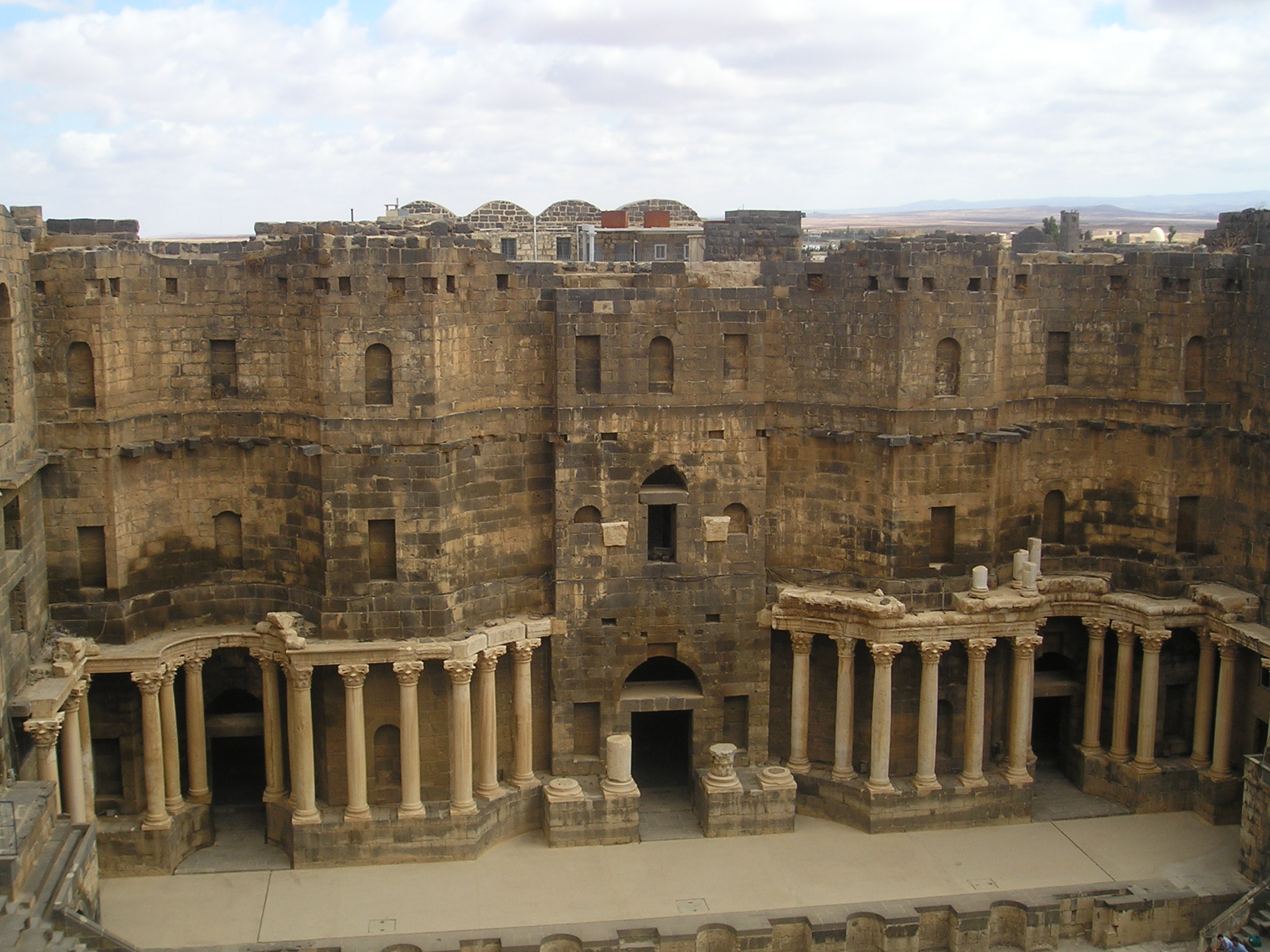
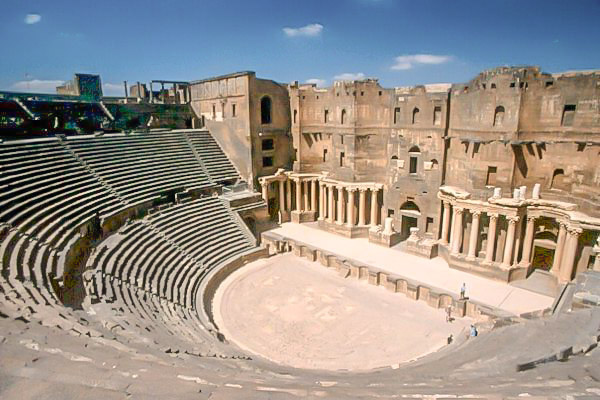
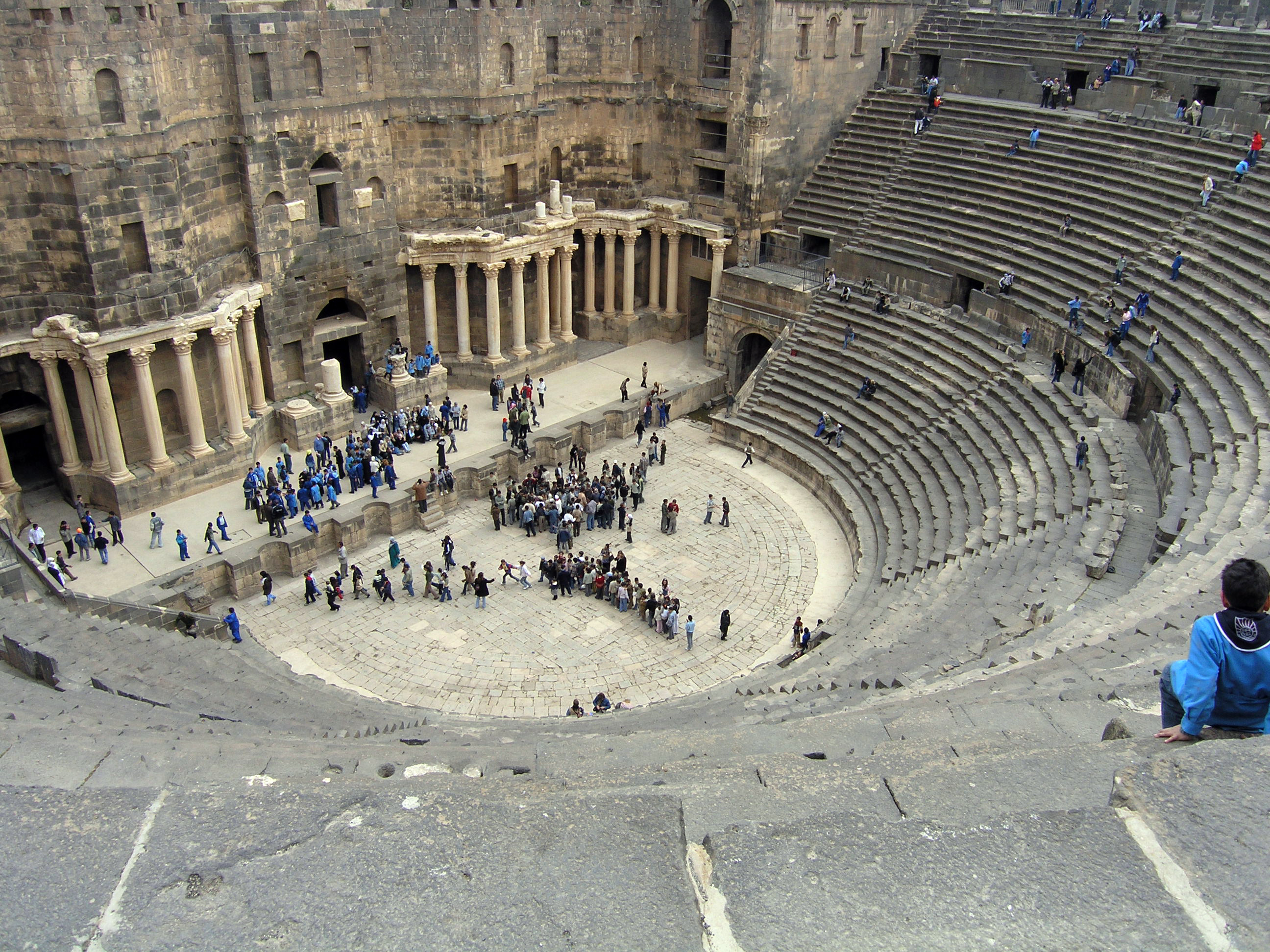

ローマ劇場
城塞（シタデル）、その他

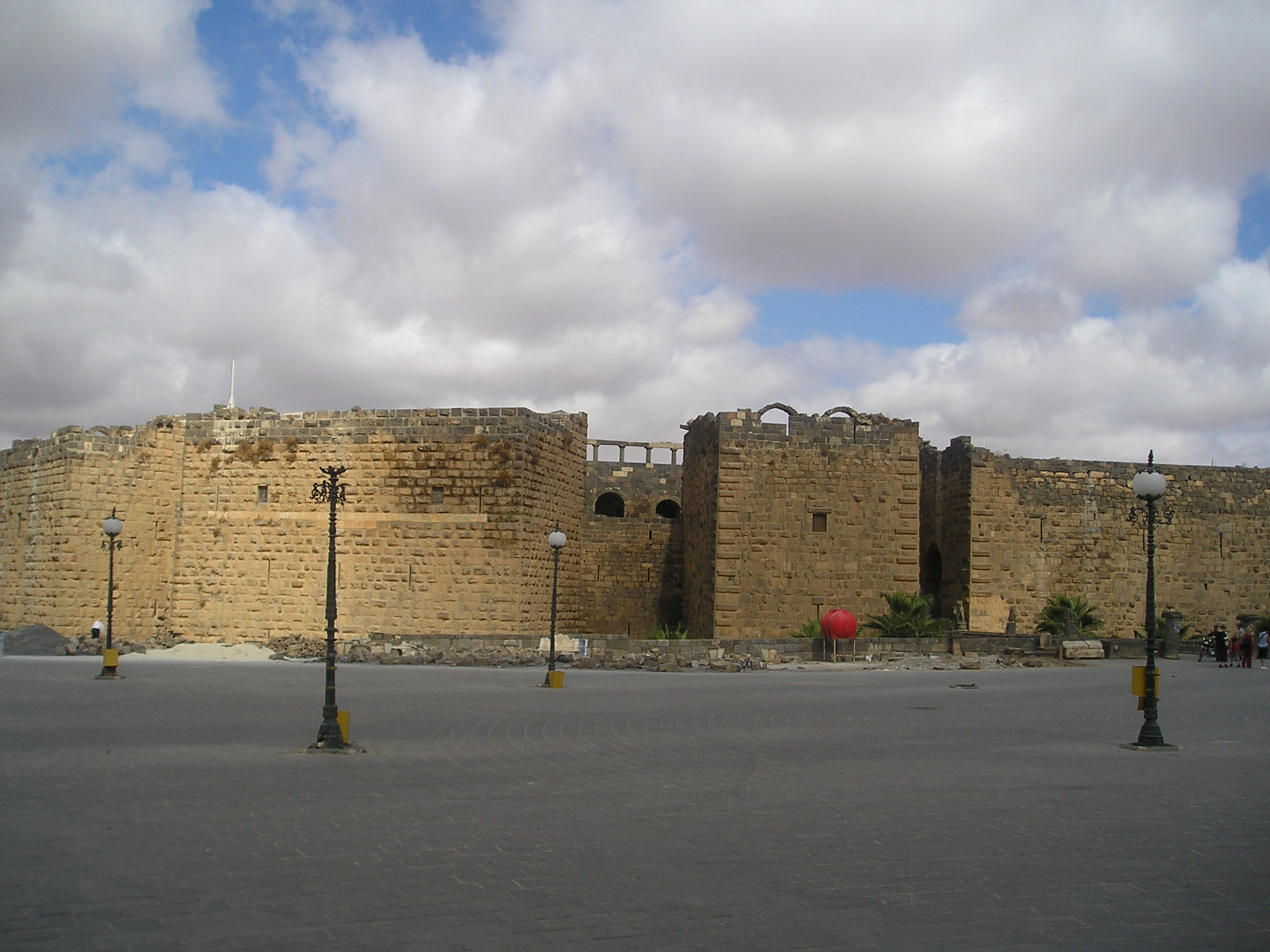
城塞（劇場は内部にある）
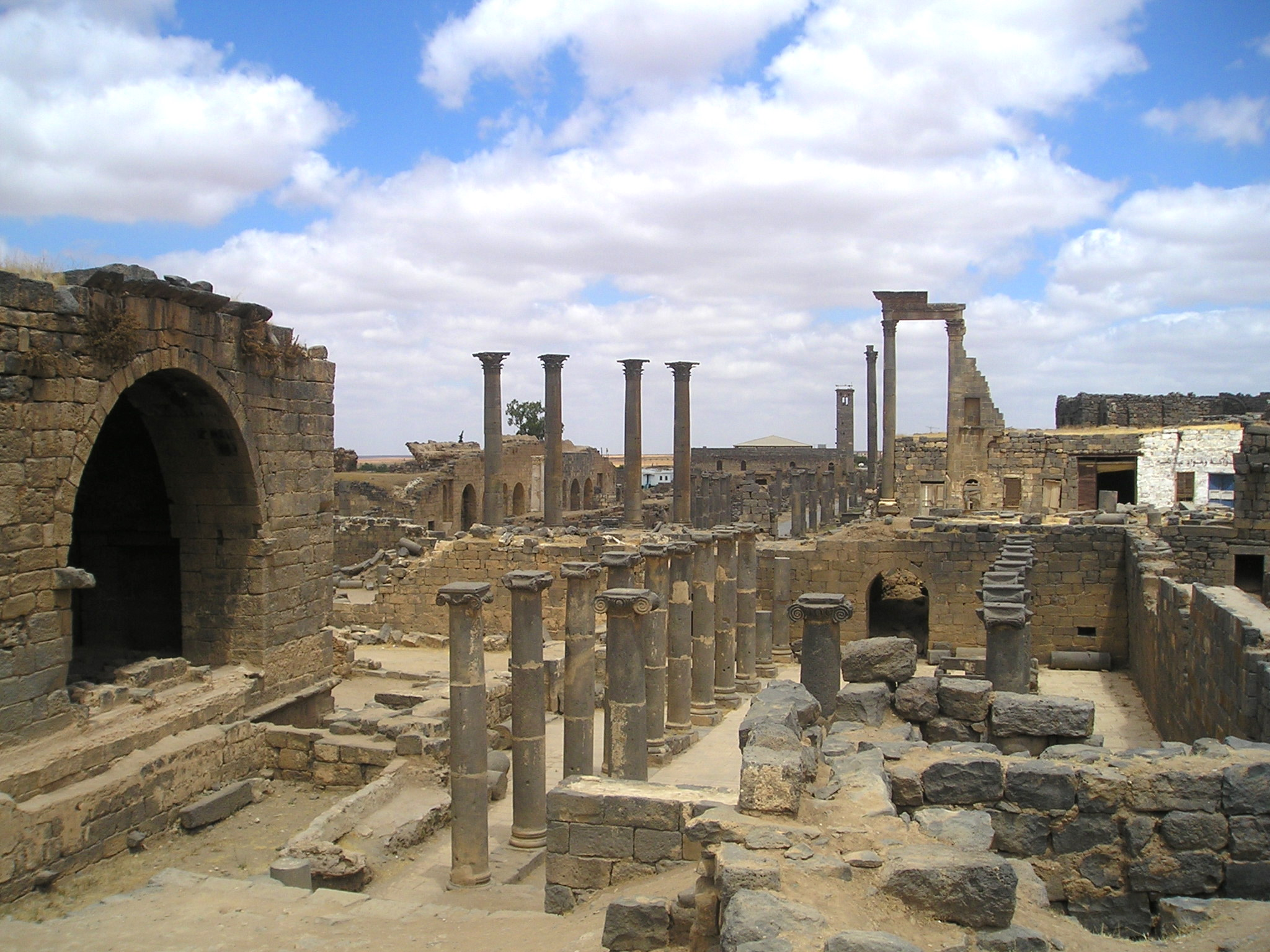
城塞北側のローマ時代の廃墟
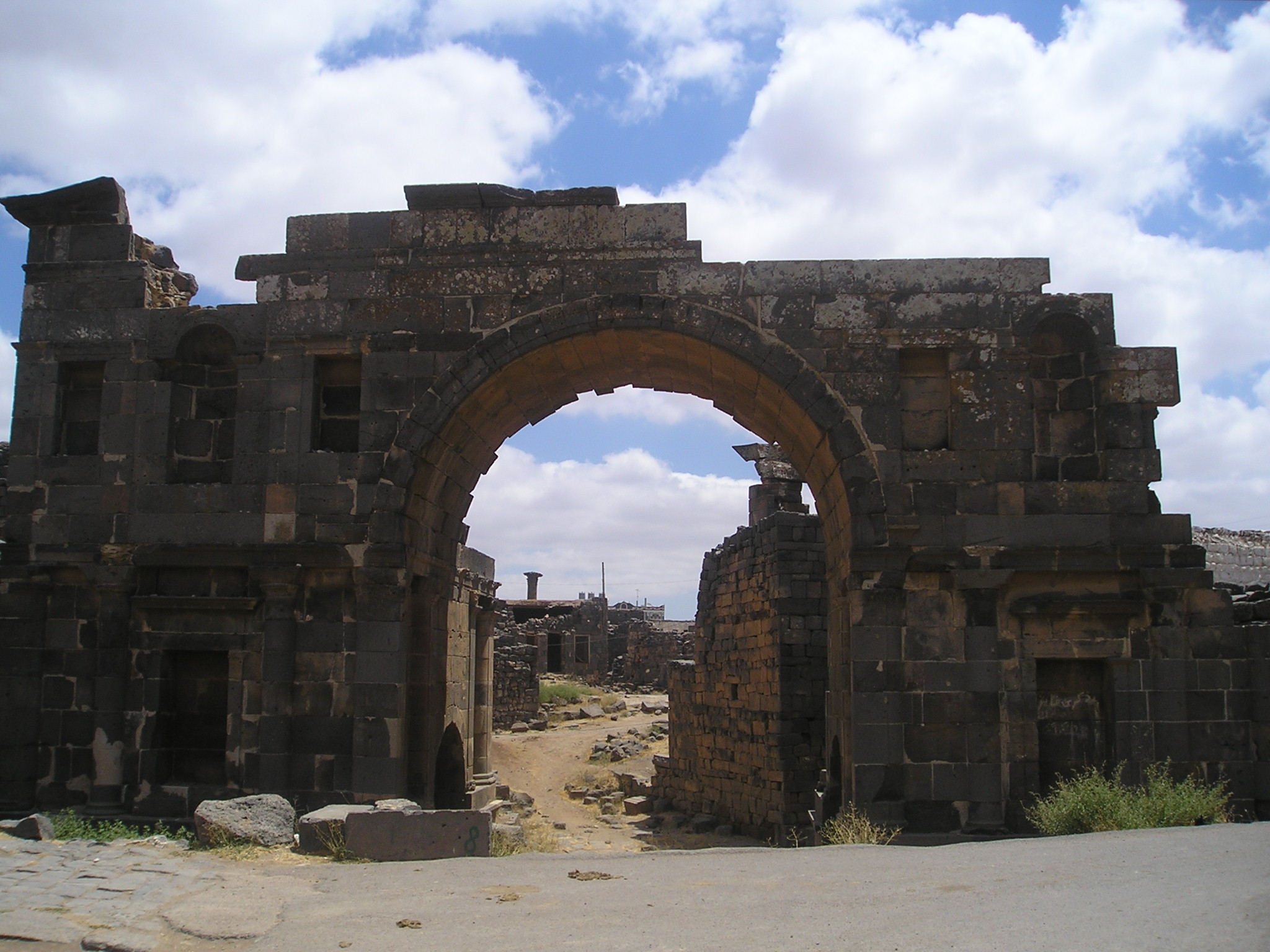
ナバテア門
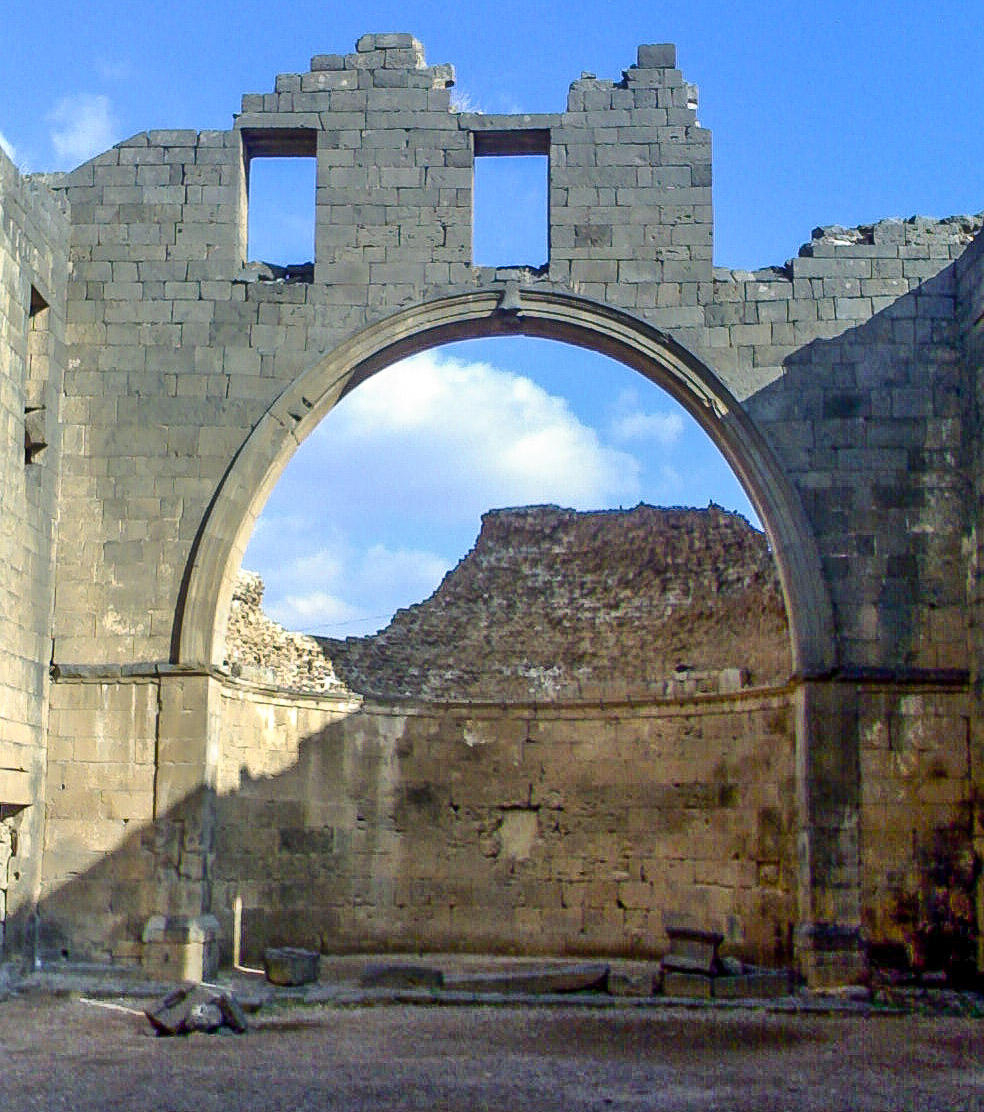
バヒラのいた修道院

## 登録基準
この世界遺産は世界遺産登録基準のうち、以下の条件を満たし、登録された（以下の基準は世界遺産センター公表の登録基準からの翻訳、引用である）。
- (1) 人類の創造的才能を表現する傑作。
- (3) 現存するまたは消滅した文化的伝統または文明の、唯一のまたは少なくとも稀な証拠。
- (6) 顕著で普遍的な意義を有する出来事、現存する伝統、思想、信仰または芸術的、文学的作品と直接にまたは明白に関連するもの（この基準は他の基準と組み合わせて用いるのが望ましいと世界遺産委員会は考えている）。

## 外部サイト
- Catholic Encyclopedia on Bosra